# Алтынок, Селами
Селами Алтынок (тур. Selami Altınok; род. 20 января 1966, Нарман, Эрзурум) — турецкий государственный деятель.

## Биография
Селами Алтынок родился 20 января 1966 года в Нармане. В 1988 году окончил факультет политических наук Стамбульского университета. Был назначен заместителем каймакама Аккышлы, затем занимал должность каймакама в Алмусе, Гюроймаке, Эрджише, Терме и Серике. После работы каймакамом был назначен генеральным секретарём особой провинциальной администрации Эрзурума.
Алтынок был назначен министром внутренних дел Идрисом Шахином 10-м губернатором ила Аксарай, 2 августа 2012 года кандидатура Селами Алтынока была одобрена президентом Турции Абдуллой Гюлем. Алтынок занимал эту должность до 16 февраля 2014 года.
В 2013 году полиция Турция совершила серию обысков и арестов в отношении ряда бизнесменов, а также сыновей четырёх министров, что привело к громкому коррупционному скандалу, после которого был снят с поста глава управления безопасности Стамбула Хюсейин Чапкын, его место занял Селами Алтынок.
После парламентских выборов в июне 2015 года, в результате которых ни одна партия не получила конституционное большинство в парламенте, премьер-министр Ахмет Давутоглу не смог сформировать правительство за 45 дней. Затем, в соответствии со статьёй 114 Конституции Турции, обязанность формирования правительства перешла президенту, в этом правительстве пропорционально количеству мест в парламенте должны быть представлены все партии. Если кандидаты от какой-либо партии откажутся войти в правительство, их место должны занять беспартийные. Пост министра внутренних дел получил Алтынок, он занимал его с 28 августа 2015 года по 17 ноября 2015 года.

## Критика
Во время нахождения Алтынока на посту главы управления безопасности Стамбула в интернет попала запись его разговора с занимавшим на тот момент должность заместителя министра внутренних дел Эфканом Ала. На записи слышно, как голос, предположительно принадлежащий Алтыноку, произносит: «они жестоко раздавят головы любого диссидента». Премьер-министр Реджеп Эрдоган назвал эту запись подделкой.